# 切浜事件
切浜事件（きりはまじけん）は、北朝鮮（朝鮮民主主義人民共和国）によるスパイ事件。1974年（昭和49年）9月19日、兵庫県警察摘発（検挙）。在日韓国人の李庸煥は1972年（昭和47年）に北朝鮮に向けて密出国し、2年におよぶスパイ訓練を経て日本に不法に入国し、韓国人に対するオルグ活動をしていたが、帰還命令を受けて兵庫県城崎郡竹野町（現、豊岡市）の切浜海岸から密出国したところを、案内のために北朝鮮から派遣され、ゴムボートで上陸した戦闘員とともに逮捕された。

## 概要
逮捕された工作員の李庸煥は、日本で生まれ育った在日韓国人で、長崎県下の高校を卒業した後、埼玉県下の自動車整備技術学校に入学したが、同校に在学中の1970年（昭和45年）7月頃、北朝鮮から派遣された工作員の李起宅に獲得された。1972年（昭和47）年4月、李起宅とともに秋田県由利郡象潟町（現、にかほ市）の海岸から不法出国し、北朝鮮で2年間にわたり革命理論や暗号解読の要領を含めたスパイ訓練を一通り受けた後、韓国から来日する船員や技術修習生、密入国者等の獲得などの任務を指示され、1974年（昭和49）年5月、兵庫県下の海岸から不法入国した。密入国後、李庸煥は大阪市内を拠点に北朝鮮からの暗号指令を受けて活動していたが、わずか4カ月後、北朝鮮側への帰還を指示された。李は、帰還指令に従い、兵庫県城崎郡竹野町の切浜海岸に向かい、9月19日に密出国しようとしていた。
一方、咸国上は、
- 北朝鮮工作員の日本送り込み
- 獲得された工作員の日本から北朝鮮への移送

の案内を任務とし、1974年9月19日、李を帯同して北朝鮮に連れて帰るため、船外機付きのゴムボートで切浜海岸に上陸した。
兵庫県警察は9月19日、切浜海岸にて密入国直後の咸国上（当時28歳）を逮捕し、李庸煥（当時22歳）もまた同地で逮捕された
。案内員の咸国上は「探索船実習生」と身分を偽っていたが、逮捕1週間後の新聞報道によれば李とともに「朝鮮民主主義共和国（北朝鮮）の工作員と断定した」との記載があるので、身分は暴露されたものと思われる。乱数表、暗号表など諜報活動を裏づける資料も押収された。
1975年（昭和50年）6月19日、神戸地方裁判所は咸国上に対し出入国管理令違反で懲役1年、執行猶予3年の判決を下し、李庸煥については1976年（昭和51年）2月16日、神戸地方裁判所が出入国管理令違反で懲役1年2月の判決を下した。咸国上は1976年に北朝鮮に帰国した。